# Кристенс Розитис, Рикс
Рикс Кристенс Розитис (латыш. Riks Kristens Rozītis, 4 июля 1994, Рига, Латвия) — латвийский саночник.
Родился 4 июля 1994 года в Риге. Саночным спортом начал заниматься в десятилетнем возрасте. В сезоне 2010/2011 победил на Кубке мира среди юношей в общем зачёте. Вице-чемпион юношеских Олимпийских игр в Инсбруке 2012 года. Серебро Рикса стало одной из трёх наград Латвии на тех Играх.